# Airplanes
«Airplanes» —en español: «Aviones»— es una canción del rapero estadounidense B.o.B.
La primera parte del sencillo es la cuarta pista de su álbum debut, B.o.B Presents: The Adventures of Bobby Ray, y la segunda la duodécima. Cuenta con la voz de la cantante Hayley Williams, de Paramore en ambas partes y la de Eminem en la segunda.

## Información de la canción
La aparición de Williams fue explicada por ella y B.o.B en varias entrevistas con la MTV. Williams dijo que Paramore estaba de gira cuando le ofrecieron la oportunidad de participar en la canción y dijo que le encantaría y finalmente aceptó. B.o.B dijo que él "siempre fue un fan de Hayley", y añadió que no esperaba una colaboración entre los dos tan pronto. No estuvieron en el estudio al mismo tiempo, y grabaron sus partes por separado. Actualmente la canción forma parte de un meme conocido como Mordetwi (Twilight Sparkle personaje de My Little Pony: La magia de la amistad x Mordecai personaje de Regular Show) el meme surgió de una publicación en DeviantArt hecha alrededor de 2010, últimamente se volvió popular debido a su fama ganada en TikTok

## Videoclip
El videoclip fue grabado con Hayley Williams. B.o.B grabó sus escenas para el video en abril, pero Williams sólo pudo grabar sus escenas después del final de la gira de Paramore, por lo que ambos nunca estuvieron en la misma habitación durante la filmación. El videoclip , dirigido por Hiro Murai, se estrenó en iTunes el martes 15 de junio de 2010. El videoclip muestra varios cuadros de B.o.B cantando sus estrofas en un escenario de una fiesta, y una habitación llena de luces y letras ocasionales, mientras Hayley Williams canta el estribillo en una habitación llena de luz y se muestra a través de fotografías. El 8 de octubre del 2019 el videoclip del sencillo superó los 500 millones de reproducciones en la página web de YouTube.

## Otras versiones

### Parte II
Una secuela de la canción, titulada "Airplanes, Part II", cuenta con dos nuevas estrofas de B.o.B y Hayley Williams y la colaboración del rapero Eminem. La canción también contó con un ritmo rápido y el coro por Hayley Williams en comparación con la canción original. La canción fue producida por Alex da Kid con producción adicional añadido por Eminem. Alex da Kid dijo que el ritmo de "Airplanes Part II" fue el ritmo original para la canción. En la canción, Eminem y B.o.B se preguntan qué pasaría si no hubieran seguido sus carreras musicales.. B.o.B registró la canción en su cuenta oficial de Twitter, diciendo que quería que la canción se escape de él desde las otras canciones de su álbum se fuga Cuando se le preguntó cómo había llegado a colaborar con Eminem, B.o.B declaró:
"Paul Rosenberg le tocaba el Cloud 9 mixtape y como que le dio una idea de lo que mi música [suena]. Con el tiempo empezó a jugar Eminem más de mis cosas y lo mantenía actualizado de mi progreso y, finalmente, que quería entrar en el estudio conmigo, así que fue un regalo ".
B.o.B, Eminem y Keyshia Cole (en reemplazo de Hayley Williams) realizó la canción en los premios BET 2010 el 27 de junio de 2010, en una mezcla con la de Eminem "Not Afraid". B.o.B interpretó la canción con Eminem en su Home & tour Home. "Airplanes, Part II" recibió una nominación al Grammy por Mejor Colaboración Pop con Vocales. A pesar de que no se hizo en una sola.

### Versiones de otros artistas
La cantante barbadense Rihanna hizo una versión de la canción en la parte norteamericana de su  Last Girl On Earth Tour.
La cantante canadiense Avril Lavigne cantó versos de Williams para presentar "My Happy Ending" durante su tour The Black Star Tour.
The Ready Set hicieron una versión de la canción para el álbum recopilatorio Punk Goes Pop 3, que fue lanzado el 2 de noviembre de 2010.
Boyce Avenue hizo una versión de la canción para su álbum New Acoustic Sessions.
La banda americana de hardcore We Are Defiance hizo una versión de la canción junto con Kellin Quinn (Sleeping with Sirens) y el exguitarrista de A Day to Remember, Tom Denney.
El rapero estadounidense Aron Erlichman (también conocido como Deuce) emplea  "Airplanes" en su canción "Story of A Snitch", que trata sobre él siendo expulsado de Hollywood Undead
El artista estadounidense / canadiense Richy Nix también hizo su propia versión de la canción y la tocó en el salón de baile Crofoot en la víspera de Año Nuevo.
La rapera Nicki Minaj samplea el coro durante su estrofa en "Out of My Mind", una canción de BoB en la que aparece.
El artista de "mash-up" de Internet   DJ Earworm incorporó la canción en su  mash-up de 2010 para United States of Pop, "No Stop The Pop", que se compone de las 25 mejores canciones del ranking de fin de año 2010 de Billboard ("Airplanes" aparecido en ese ranking en el número 6).

## Posicionamiento en listas
| Listas (2010–2011)                       | Mejor posición |
| ---------------------------------------- | -------------- |
| Alemania (Offizielle Deutsche Charts)    | 8              |
| Australia (ARIA)                         | 2              |
| Austria (Ö3 Austria Top 40)              | 2              |
| Bélgica (Flandes) (Ultratop 50)          | 9              |
| Bélgica (Valonia) (Ultratop 50)          | 12             |
| Canadá (Canadian Hot 100)                | 2              |
| Dinamarca (Tracklisten)                  | 5              |
| Unión Europea (European Hot 100 Singles) | 2              |
| Escocia (Scottish Singles Sales Chart)   | 1              |
| Estados Unidos (Billboard Hot 100)       | 2              |
| Estados Unidos (Hot R&B/Hip-Hop Songs)   | 65             |
| Estados Unidos (Hot Rap Songs)           | 2              |
| Estados Unidos (Mainstream Top 40)       | 2              |
| Finlandia (OFC)                          | 7              |
| Francia (SNEP)                           | 89             |
| Hungría (Rádiós Top 40)                  | 2              |
| Irlanda (IRMA)                           | 2              |
| Israel (Media Forest)                    | 1              |
| Italia (FIMI)                            | 10             |
| Nueva Zelanda (Recorded Music NZ)        | 1              |
| Noruega (VG-lista)                       | 6              |
| Países Bajos (Dutch Top 40)              | 4              |
| Polonia (ZPAV)                           | 4              |
| República Checa (Rádio Top 100)          | 1              |
| Reino Unido (UK Singles Chart)           | 1              |
| Reino Unido (UK R&B Chart)               | 1              |
| Rumania (Romanian Top 100)               | 54             |
| Eslovaquia (Rádio Top 100)               | 15             |
| Suecia (Sverigetopplistan)               | 10             |
| Suiza (Schweizer Hitparade)              | 5              |